# Asser Amdisen
 Der er for få eller ingen kildehenvisninger i denne artikel, hvilket er et problem. Du kan hjælpe ved at angive troværdige kilder til de påstande, som fremføres i artiklen.

Asser Amdisen (født 31. august 1972) er en dansk historiker, forfatter og kultur- og uddannelsesleder.
I 2001 blev Amdisen cand. mag. i historie fra Københavns Universitet med specialet Den politiske Struensee: en placering af Struenseetidens reformer i europæisk idéhistorisk og politisk kontekst om Struensees reformpolitik. Specialet blev omarbejdet til bogen Til nytte og fornøjelse – Johann Friedrich Struensee 1737-1772, 2002 . Bogen blev genudgivet i 2012 under titlen Struensee af Lindhardt og Ringhof. Efterfølgende har han desuden taget en uddannelse som "Master of Public Governance" fra CBS.
Amdisen arbejdede under sin studietid på Københavns Universitet (ledelsessekretariat og som instruktor på Institut for Historie) og Det Nationalhistoriske Museum på Frederiksborg Slot. Han blev i 2003 museumsinspektør på Gammel Estrup. I 2005 blev han leder af Aabenraa Museum og var med til at danne Museum Sønderjylland. Han var højskoleforstander på Ryslinge Højskole 2009-2011. I 2012 blev han direktør for stiftelsen bag skoleskibet Georg Stage. I hans tid som direktør er skoleskibet blevet rehabiliteret for godt kr. 60 mio. og siden 2019 har det sejlet to årlige togter mod tidligere kun et hver sommer.
Han har haft tillidshverv som bestyrelsesmedlem i LOE (Landsorganisationen af elever), DGS (Danske Gymnasieelevers Sammenslutning og Operation Dagsværk, ODM (Organisationen af Danske Museer) og i Berlin Höjskole. Han har desuden været bestyrelsesmedlem og bestyrelsesformand for Hermod Lannungs Museumsfond. Siden 2016 har han siddet i bestyrelsen for Brandbjerg Højskole fra 2019 som formand. Desuden sidder han i bestyrelsen for M/S Museet for Søfart og Helsingør Havne.
Asser Amdisen har en omfattende foredrags- og forfattervirksomhed. Han, Ove Korsgaard og Hans Hauge havde en fast klumme i Højskolebladet, og han været fast gæsteskribent hos Point of View International. Siden 2017 har han endvidere været fast hushistoriker hos DR P3 og er især kendt for at lave ting på et-minut fx Danmarkshistorien på et minut, som blev et viralt hit med flere millioner visninger eller Julens historie på et minut, som han i 2019 optrådte med i DR's store juleshow og i 2023 i TV2's Alletiders juleshow.
Asser Amdisen er gift med folklorist og fhv. forperson for Humanistisk Samfund Lone Ree Milkær; de har to børn.